# Albino, Bergamo

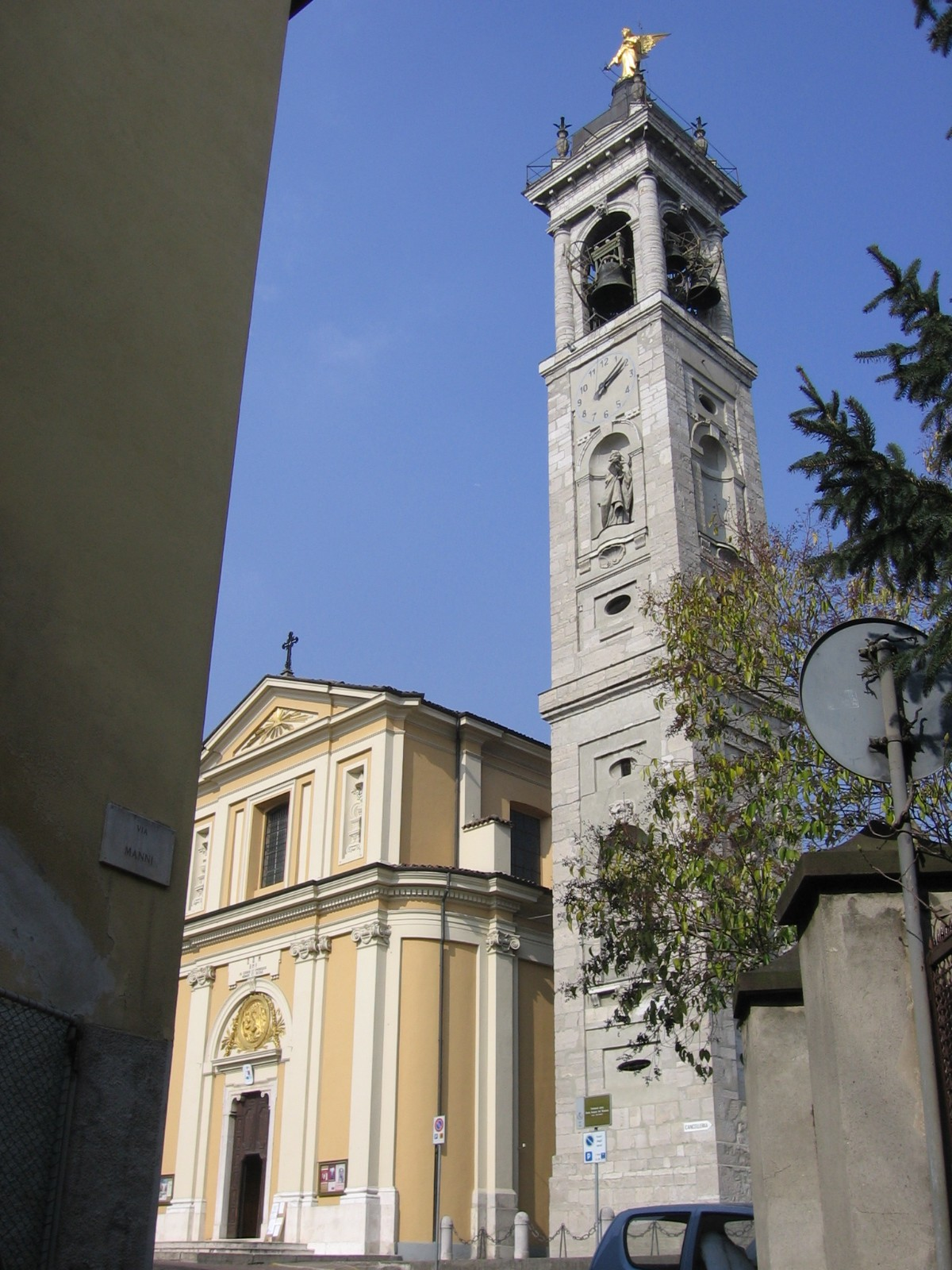
Sanctuary of Madonna della Gamba.

Albino, là một đô thị ở tỉnh Bergamo, vùng Lombardia, Italia. Đô thị này có diện tích 31,32 km2, dân số là 17.807 người.

## Đô thị giáp ranh
- Aviatico
- Gazzaniga
- Cene
- Gaverina Terme
- Casazza
- Vigano San Martino
- Borgo di Terzo
- Luzzana
- Trescore Balneario
- Cenate Sopra
- Pradalunga
- Selvino